# Аболмасов Андрій Вікторович
Андрі́й Ві́кторович Аболма́сов (нар. 6 жовтня 1969, Київ — пом. 17 серпня 2014, поблизу Луганська) — український військовик, фельдшер медичного пункту 24-го батальйону територіальної оборони «Айдар», старший сержант Збройних сил України. Учасник російсько-української війни.

## Життєпис
Андрій Аболмасов народився 6 жовтня 1969 року в Києві у родині військовослужбовця. За походженням — росіянин.
У 1989 році закінчив Київське медичне училище № 2 за спеціальністю фельдшер. Після закінчення медучилища проходив строкову військову службу в ВПС СРСР.
Мешкав у Дарницькому районі Києва. Брав активну участь у Євромайдані взимку 2013—2014 років. 19 лютого 2014 року приєднався до 8-ї «афганської» сотні самооборони Майдану.
На фронт вирушив добровольцем. Старший сержант батальйону «Айдар», фельдшер медичного пункту.
Загинув 17 серпня 2014 року в боях під Луганськом: коли ворожий снаряд влучив у будівлю, де були українські військовики, Аболмасов прикрив своїм тілом від вибуху чотирьох побратимів («айдарівців» Юрія Надашкевича «Фізика», Олексія Мельника «Балку» та Віталія Мороза «Горця», а також мінометника з іншого підрозділу, ім'я якого поки невідоме).
Похований у Києві на Лісовому кладовищі. Залишились батьки, дружина-неповносправна та дочка Богдана.

## Вшанування пам'яті
- 1 вересня 2015 року в Києві на будівлі медичного коледжу імені П. І. Гаврося, на вулиці Академіка Білецького, 16, де навчався Андрій Аболмасов, на його честь відкрито меморіальну дошку[3].
- У листопаді 2019 році Панельну вулицю в Дніпровському районі Києва перейменовано на вулицю Андрія Аболмасова.
- Його портрет розміщений на меморіалі «Стіна пам'яті полеглих за Україну» в Києві: секція 2, ряд 9, місце 40.
- Вшановується 17 серпня на щоденному ранковому церемоніалі вшанування українських захисників, які загинули цього дня в різні роки внаслідок російської збройної агресії[4]

## Нагороди
- Орден «За мужність» III ступеня (посмертно) — за особисту мужність і героїзм, виявлені у захисті державного суверенітету та територіальної цілісності України, вірність військовій присязі під час російсько-української війни, 29 вересня 2014 року
- Нагрудний знак «За військову доблесть» (МОУ; посмертно)
- Нагрудний знак «За оборону Луганського аеропорту» (посмертно)
- Медаль ВГО «Країна» «Доброволець АТО» (посмертно)